# جورج كلاين (كاتب)
جورج كلاين (بالألمانية: Georg Klein)‏ هو كاتب ألماني، ولد في 29 مارس 1953 في آوغسبورغ في ألمانيا.

## وصلات خارجية
- جورج كلاين على موقع مونزينجر (الألمانية)